# Немецкое вторжение в Люксембург
Немецкое вторжение в Люксембург — военная операция Вооруженных сил Третьего Рейха по захвату территории Люксембурга; составная часть Французской кампании в 1940 года.

## Предпосылки
Весной 1940 года начались работы по возведению ряда блокпостов на восточной границе Люксембурга с Германией. Укрепления, известные как линия Шустера, в основном были сделаны из стали и бетона.
После увеличения числа люксембургских войск на немецкой границе 9 мая 1940 года укрепления линии Шустера были демонтированы.

## Ход вторжения
В 6:35 утра 10 мая 1940 года немецкий Вермахт, начал одновременно вторжение на территорию Люксембурга, Нидерландов и Бельгии по плану операции «Гельб». Почти никакого сопротивления на территории Люксембурга немцам не было оказано. В 8:00 утра в Люксембург вошли французские войска — 3-я кавалерийская дивизия, 
1-я бригада, спаги и танковая рота. Однако, через несколько часов французские войска оставили Люксембург, не вступив в бои против немцев. В течение дня немцы оккупировали страну. Семья монарха и правительство бежали во Францию.
Немецкие войска быстро прошли по территории страны и вышли к границам с Бельгией, для дальнейшего наступления на Францию.

## Ссылка
- Destruction of the Jews of Luxembourg .holocaustresearchproject.org/nazioccupation/luxembourg.html Архивировано 2 июля 2019 г..
- German Occupation Luxembourg -collecting-world.com/germanoccupation_lux.html Архивировано 21 сентября 2011 г..

## Видео
- The Battle of Belgium & The fall of Eben Emael http://www.youtube.com/watch?v=a-r7fQ2Tn24 Архивировано 1 Juny 2014 года.